# Kleinornach
Kleinornach ist ein Gemeindeteil der Gemeinde Obing im oberbayerischen Landkreis Traunstein. Das Dorf liegt circa zwei Kilometer nordöstlich von Obing.

## Baudenkmäler
- Bauernhaus, Einfirstanlage, mit der Jahreszahl 1820 bezeichnet